# Asuras
Asuras é uma categoria de personagem da mitologia hindu. A palavra significa antideuses (em sânscrito: असुर).
Pela mitologia esses personagens são os inimigos dos devas ou deuses, portanto assumindo papel semelhante ao de demônios em outras mitologias. Ambos os grupos são filhos de Kashyapa. O nome é um cognato etimológico de Ahura do Zoroastrismo, onde "Ahura" é um sinônimo de Æsir. Ainda que, no sincretismo com o próprio Zoroastrismo, sejam relacionados aos Daevas, inimigos dos anjos.
Na tradição judaica ou cristã, podem ser caracterizados como anjos caídos, enquanto teriam sido, segundo o Rigveda, expulsos do céu após embebedarem-se. Por outro lado, enquanto antideuses, podem estar associados ao termo Shedim.
Inicialmente eles são considerados seres poderosos regentes dos princípios morais e do fenômeno social (Varuna, os guardiões de rta, ou Bhaga, o patrono dos casamentos) e os Devas regentes dos fenômenos naturais (Ushas, que quer dizer amanhecer, ou Indra, um deus do tempo).
Mitra, Varuna e Vritra são conhecidos Asuras.
Mais tarde a tradição hindu os considera demônios, possivelmente pelos períodos de secas que assolaram a região.[carece de fontes?]
Com o surgimento dos arquétipos das forças do bem e do mal nos sutis ou invisíveis reinos da existência humana, o mundo ficou dividido entre divino (daiva) e o demoníaco (asura). Como guia das ações humanas que levariam a ação (pravrittri) e a renuncia (nirvrittri).
De acordo com a tradição hindu, a renúncia levaria pureza, bondade e a verdade, por outro lado, a ação levaria ao sofrimento tornando o ser insaciável pelo: desejo, hipocrisia, orgulho, arrogância e desilusão.